# Gabriel (missile)
Pour les articles homonymes, voir Gabriel.
Le IAI Gabriel est un missile mer-mer. Il fut le premier missile de type rasant (en anglais : « sea skimmer ») à avoir été mis en service opérationnel.

## Historique
En 1958, Rafael lança sa première étude et le développement d'une famille de missiles à guidage TV. Ce missile, le Luz, devait être construit en trois versions : sol-sol, air-sol et mer-mer. Néanmoins le système de guidage TV et le joystick furent jugés incompatibles pour la version mer-mer. De plus, les autres solutions avancées furent rejetées pour des raisons de coût. Cette version fut mise en sommeil.
Le 21 octobre 1967, 4 missiles Termit soviétiques furent tirés sur le contre-torpilleur Eilat, qui effectuait une tournée sur les rivages du nord du Sinaï. 47 marins et officiers furent tués ou portés disparus, 100 furent blessés.
Échaudée par la perte du navire, la marine israélienne demanda à la compagnie Israel Aircraft Industries d'accélérer le développement d'un missile anti-navire, commencé en 1958 avec le programme Luz (ou Lutz). Le Luz aurait dû être construit dans une variante mer-mer, mais cette version avait été abandonnée. La perte de la frégate Eilat relança le programme et la version mer-mer du Lutz fut améliorée et devint le Gabriel.

## Développement
Devant l'inquiétude de Rafael de développer un nouveau système de guidage, le capitaine Shlomo Erell (responsable du nouveau projet) demanda à IAI de lancer ce programme en recrutant également Ori Even-Tov, un ancien ingénieur de Rafael. Ce dernier proposa de laisser tomber l'approche du levier de commande et de développer un système de guidage autonome, qui permettrait au missile de rechercher l'objectif, même par mauvais temps ou mauvaise visibilité. Il a proposé d'utiliser un altimètre, pour que le missile vole juste quelques mètres au-dessus de la surface de la mer, en le rendant difficile à détecter et en lui permettant de toucher la cible juste au-dessus de la ligne de flottaison. Un radar de guidage, installé sur le navire lanceur, devait guider le missile. En plus, un altimètre devait maintenir le missile dans un mode rasant (« sea skimming »). Cette possibilité de développer deux systèmes, un de guidage et celui du vol rasant, était une grande innovation dans la technologie des missiles. En sus, le missile conservait les mêmes caractéristiques aérodynamiques que celles du Luz[pas clair].
Le succès de ce missile à l'exportation et pendant la guerre du Kippour, en 1973, entraîna le développement de la version Mk.III, qui servit de base au missile air-mer Gabriel AS III (air-mer).

## Versions
- Gabriel Mk.I : portée de 20 km ;
- Gabriel Mk.II : portée de 36 km ;
- Gabriel Mk.III : portée de plus de 40 km ;
- Gabriel Mk.IV : portée de 200 km ;
- Gabriel As.III : version air mer, portée suivant l'altitude de lancement entre 35 et 65 km.

Deux nouvelles versions sont développées  dans les années 2000 :
- Gabriel IV : équipée d'un turboréacteur et disposant d'une portée de plus de 200 km[4] ;
- Gabriel V : Cette dernière serait de la même longueur que l'Exocet ou le AGM-84 Harpoon [4]. Elle est équipée d'un autodirecteur radar actif, de contremesures électroniques, de contre contremesures électroniques et emporte des leurres[5],[6].

Au début des années 2020, une nouvelle version apparait :
- Blue Spear/Sea Serpent : portée de 200 km ; coproduction avec l'entreprise singapourienne ST Engineering d'une version améliorée du Gabriel V pouvant frapper des cibles côtières[7].

La version Mk.II était produite sous licence par Taïwan (Hsiung Feng I) et l'Afrique du Sud. Les versions Mk.III et AS III volaient si près des vagues qu'il fallait paramétrer la hauteur de celles-ci avant le lancement.

## Engagement
La version Mk.I fut utilisée pendant la guerre du Kippour en 1973, contre des navires de la marine syrienne lors de la bataille de Lattaquié et lors de la bataille de Damiette contre des navires égyptiens. Quand il est tiré, le missile Gabriel monte à 35 m d'altitude, puis descend à 17 m pour commencer son vol de croisière. Lors de la phase d'attaque le missile se situe entre 4 et 5 m au-dessus de l'eau.

## Pays utilisateurs
- Afrique du Sud
- Argentine
- Chili
- Équateur
- Finlande - Commande de Gabriel 5 pour 193 millions d'euros en juillet 2018[10], livraison annoncée entre 2019 et 2025[11]
- Iran
- Israël
- Kenya
- Malaisie
- Singapour
- Taïwan
- Thaïlande